# Баллак, Михаэль
Михаэ́ль Ба́ллак (нем. Michael Ballack; произношение: [ˈmɪçaːʔeːl ˈbalaːk]; родился 26 сентября 1976 года, в Гёрлице, округ Дрезден) — немецкий футболист, полузащитник. Входит в список ФИФА 100.
Первым клубом Баллака в его профессиональной карьере был «Кемницер», в основную команду которого немец был переведён в 1995 году из молодёжной команды. Дебют Баллака в команде состоялся в том же 1995 году. 26 марта 1996 года Баллак дебютировал в молодëжной сборной Германии. В 1997 году перешёл в «Кайзерслаутерн». В свой первый сезон в клубе Баллак выиграл Бундеслигу — его первый крупный трофей. В сезоне 1998/99 Баллак стал гораздо чаще привлекаться в основному составу. В 1999 году Баллак перешёл в леверкузенский «Байер 04». В сезоне 2001/02 Баллак не выиграл ни одного трофея как в клубе, так и в сборной, но получил сразу 4 серебряных медали: «Байер» занял второе место в Бундеслиге, кубке Германии, Лиге чемпионов, а на проходящем в 2002 году чемпионате мира сборная Германии проиграла сборной Бразилии в финале мундиаля.
В 2002 году Баллак перешёл в мюнхенскую «Баварию» за 12,9 млн евро, выиграв с клубом «золотой дубль» в 2003, 2005 и 2006 годах. В середине 2006 года Баллак присоединился к клубу Английской Премьер-лиги — лондонскому «Челси». В составе «синих» Баллак дошёл до первого в истории клуба финала Лиги чемпионов, три раза выиграл кубок Англии, выиграл Суперкубок Англии, стал чемпионом Англии, а также обладателем кубка Футбольной лиги Англии.
На международном уровне Баллак играл на чемпионате Европы в 2000, 2004 и 2008 годах и чемпионате мира в 2002 и 2006 годах. Главный тренер сборной Германии Юрген Клинсманн назначил Баллака капитаном сборной в 2004 году, немец пробыл им 6 лет — до 2010 года.

## Карьера

### Ранние годы
Баллак дебютировал на профессиональном уровне в 1995 году в клубе Второй Бундеслиги «Кемницер». В своём первом сезоне на взрослом уровне Баллак отыграл 15 матчей, а «Кемницнер» по итогам сезона вылетел из Второй Бундеслиги в региональную лигу. В сезоне 1996/97 Баллак был лидером клуба, забил в 34 матчах 10 голов, и получил вызов в молодёжную сборную. В этом же сезоне Баллаку поступило приглашение из «Кайзерслаутерна», который по итогам сезона 1996/97, под руководством Отто Рехагеля, вернулся в Бундеслигу. Летом 1997 года Баллак переехал в Кайзерслаутерн.

### «Кайзерслаутерн»
28 марта 1998 года Михаэль Баллак первый раз начал матч за «Кайзерслаутерн» с первой минуты встречи. По итогам сезона 1997/98 Баллак в составе «Кайзерслаутерна» выиграл национальное первенство — впервые в истории немецкого футбола команда, игравшая годом ранее во Второй Бундеслиге, стала чемпионом Германии. В следующем сезоне главный тренер клуба Отто Рехагель предоставлял Баллаку больше игрового времени — по итогам сезона 1998/99 футболист отыграл 30 матчей в Бундеслиге и забил 4 гола. Также в этом сезоне Михаэль дебютировал в Лиге чемпионов, где «Кайзерслаутерн» дошёл до четвертьфинала, уступив на этой стадии турнира мюнхенской «Баварии». Весной 1999 года «Кайзерслаутерну» последовало предложение от леверкузенского «Байера» о продаже Баллака. 1 июля 1999 года стало известно, что Михаэль Баллак за 4,1 млн евро переходит в «Байер».

### «Байер 04»
В «Байере» под руководством Кристофа Даума Баллак постоянно попадал в стартовый состав, играя на привычной позиции опорного хавбека. Сезон 1999/2000 стал для Баллака переломным. Он начался с травмы, и по словам экспертов, она могла помещать команде выйти из группы в Лиге Чемпионов. После выздоровления Баллака, игра команды изменилась в лучшую сторону — леверкузенцы уверенно шли к чемпионскому титулу. Но развязка была трагичной. В последнем туре «Байеру» было достаточно сыграть вничью в гостях с «Унтерхахингом», который уже обезопасил себя от вылета из Бундеслиги. Однако команда Баллака проиграла со счётом 0:2.
В сезоне 2000/2001 в немецком футболе случился один из самых громких скандалов за всю его более чем столетнюю историю. Оказалось, что Кристоф Даум, который должен был возглавить летом 2001 года национальную сборную, принимал кокаин. Эта история помимо самого Даума, который был вынужден отказаться от дальнейшей работы в сборной, больнее всего ударила по «Байеру». Потеряв в ходе сезона тренера, команда не смогла подняться выше четвёртого места в Бундеслиге и вновь не прошла первый групповой этап Лиги чемпионов. Баллак, как и весь «Байер», играл неровно. Тем не менее, именно в том сезоне он завоевал место в основном составе сборной.
Сезон 2001/2002 стал для Михаэля Баллака удачным. О нём заговорили как об игроке мирового уровня в звезду мирового уровня, чему способствовала и его яркая игра, и высокие результаты «Байера» и сборной Германии. Новым главным тренером «Байера» был назначен приверженец атакующей игры Клаус Топпмёллер. При Топпмёллере несколько поменялась и роль Баллака на поле: теперь он меньше внимания уделял оборонительным действиям, стал чаще участвовать в атаках, исполнял все штрафные и пенальти. Трио центральных полузащитников «Байера» составляли выполнявший черновую работу Карстен Рамелов, плеймейкер Йилдирай Баштюрк и Баллак. Они разрывали оборону гостей при активной поддержке флангов, где играли аргентинец Пласенте и Бернд Шнайдер (который иногда играл и в центре).

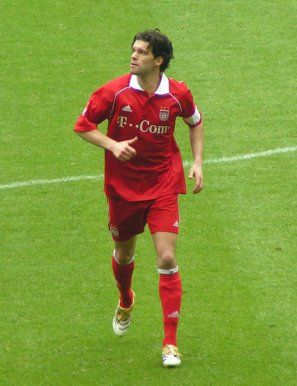
Баллак в составе «Баварии», апрель 2006 года

В 29 играх в Бундеслиге Баллак забил 17 голов. Не менее результативно он играл и в кубке Германии и в Лиге Чемпионов. В финальном матче Лиги чемпионов 2001/2002 «Байер» уступил мадридскому «Реалу». В чемпионате Германии «Байер», за четыре тура до финиша лидируя с отрывом в четыре очка, в четырёх играх дважды проиграл (1:2 «Вердеру» и 0:1 «Нюрнбергу») и один раз сыграл вничью (1:1 с «Гамбургом»), что позволило дортмундской «Боруссии» на одно очко опередить леверкузенцев. В финале кубка Германии «Байер» в третий раз в сезоне остановился в шаге от трофея, уступив 2:4 «Шальке 04»; в этой игре Баллак был удалён с поля. По итогам сезона Баллака признали лучшим футболистом Германии прошедшего сезона.

### «Бавария»
Летом 2002 года Баллак перешёл в мюнхенскую «Баварию». Первый сезон был противоречивым: победа в Бундеслиге и Кубке Германии, но громкий провал в Лиге Чемпионов. Сам Михаэль играл отлично, не случайно по окончании сезона он был признан лучшим футболистом страны. В «Баварии» Баллак играл на позиции одного из двух центральных полузащитников. В середине сезона 2002/2003 Баллак в интервью сказал, что ему не нравится, что приходится много отрабатывать в обороне, и, что при схеме 4-4-2 центральный полузащитник вообще не способен нормально атаковать. Баллака немедленно оштрафовали.

### «Челси»

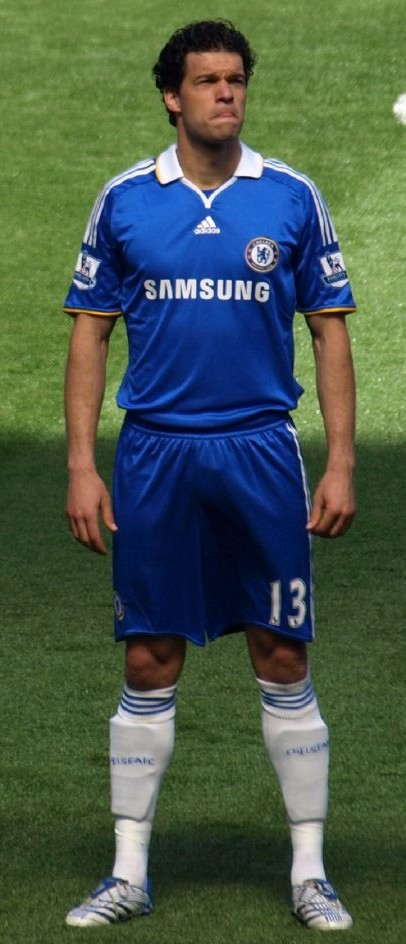
Баллак в составе «Челси»

После чемпионата мира 2006 года в Германии Михаэль перешёл в лондонский «Челси», где играл на позиции полузащитника. В 2010 году контракт с «Челси» не был продлён из-за возникших разногласий. Баллак планировал заключить контракт на два года, однако ему был предложен лишь годовой контракт, к тому же не удалось достигнуть соглашения в размере зарплаты.
15 мая 2010 года в матче против Портсмута Баллак получил травму. Травма была серьёзная и не позволила ему сыграть на чемпионате мира 2010 года в ЮАР. Вместо него капитаном сборной Германии был назначен Филипп Лам.

### «Байер 04»
25 июня 2010 года Баллак, в статусе свободного агента, перешёл в «Байер 04», подписав контракт на 2 года. 11 сентября Михаэль получил травму большеберцовой кости левой ноги.
2 октября 2012 года Михаэль Баллак объявил о завершении карьеры.

## Карьера в сборной

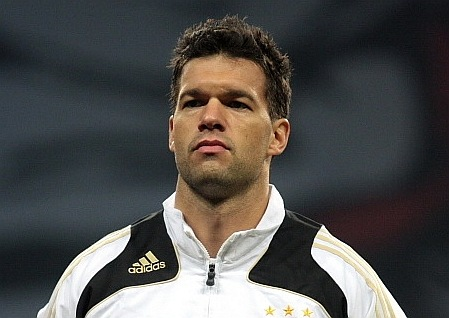
Баллак в составе сборной Германии

Перед чемпионатом мира 2002 года сборная Германии не считалась фаворитом. Однако Руди Фёллер, создав в сборной хорошую командную атмосферу, смог довести её до финального матча. Германия попала в финальную часть турнира, выиграв стыковое противостояние у сборной Украины (1:1 и 4:1). На самом чемпионате Баллак был одним из лидеров сборной; он провёл шесть матчей, трижды поразив ворота соперников и отдав четыре голевых передачи. В полуфинальной игре против команды Южной Кореи Баллак забил победный гол; при этом, сорвав опасную атаку соперника, он получил жёлтую карточку, которая стала для него второй в матчах плей-офф и не дала возможности сыграть в финале. Его голы в ворота сборных США в четвертьфинале и Южной Кореи в полуфинале оказались победными. УЕФА назвала Михаэля Баллака лучшим полузащитником 2002 года.

## Стиль игры
Баллак известен как разносторонний игрок с отличной физической подготовкой. Он одинаково хорошо участвует в атаке и обороне, может играть на любой позиции в центре поля. Одинаково хорошо наносит удары и левой, и правой ногой. С 2004 по 2010 год был капитаном немецкой сборной. Тренер «немцев» Юрген Клинсман использовал молодого футболиста в роли джокера, закрывая им проблемные позиции в середине поля. Михаэль играл на позиции то диспетчера, то опорника, то на фланге.

## Личная жизнь
Михаэль был женат на Симоне Ламбо, которая долгое время состояла с ним в гражданском браке. У них родились трое детей — Луис (16 августа 2001 года), Эмилио (19 сентября 2002 — 5 августа 2021) и Йорди (17 марта 2005). 23 октября 2012 года в суде города Штарнберг развелся с Симоной. 5 августа 2021 года средний сын Баллака Эмилио погиб в автокатастрофе.
Любимая марка автомобиля — «Mercedes-Benz». Михаэль предпочитает итальянскую кухню. Главный болельщик Михаэля Баллака — его дедушка, который собирает всевозможные публикации о внуке и его фотографии. Терпеть не может мультсериал «Симпсоны». Баллак не прочь поиграть на досуге в гольф или баскетбол. Любит путешествовать, слушать музыку и копаться в Интернете.

## Статистика выступлений

### Клубная статистика
| Выступление      | Выступление      | Выступление      | Лига | Лига | Кубок страны | Кубок страны | Кубок лиги | Кубок лиги | Еврокубки | Еврокубки | Итого | Итого |
| Клуб             | Лига             | Сезон            | Игры | Голы | Игры         | Голы         | Игры       | Голы       | Игры      | Голы      | Игры  | Голы  |
| ---------------- | ---------------- | ---------------- | ---- | ---- | ------------ | ------------ | ---------- | ---------- | --------- | --------- | ----- | ----- |
| Кемницер         | 2. Бундеслига    | 1995/96          | 15   | 0    | 1            | 0            | 0          | 0          | —         | —         | 16    | 0     |
| Кемницер         | Регионаллига     | 1996/97          | 34   | 10   | 1            | 0            | —          | —          | —         | —         | 35    | 10    |
| Кемницер         | Итого            | Итого            | 49   | 10   | 2            | 0            | 0          | 0          | —         | —         | 51    | 10    |
| Кайзерслаутерн   | Бундеслига       | 1997/98          | 16   | 0    | 2            | 0            | 0          | 0          | —         | —         | 18    | 0     |
| Кайзерслаутерн   | Бундеслига       | 1998/99          | 30   | 4    | 2            | 0            | 1          | 0          | 5         | 0         | 38    | 4     |
| Кайзерслаутерн   | Итого            | Итого            | 46   | 4    | 4            | 0            | 1          | 0          | 5         | 0         | 56    | 4     |
| Байер 04         | Бундеслига       | 1999/00          | 23   | 3    | 0            | 0            | 0          | 0          | 2         | 2         | 25    | 5     |
| Байер 04         | Бундеслига       | 2000/01          | 27   | 7    | 2            | 0            | 1          | 0          | 5         | 1         | 35    | 8     |
| Байер 04         | Бундеслига       | 2001/02          | 29   | 17   | 4            | 1            | 1          | 0          | 15        | 7         | 49    | 25    |
| Байер 04         | Итого            | Итого            | 79   | 27   | 6            | 1            | 2          | 0          | 22        | 10        | 109   | 38    |
| Бавария          | Бундеслига       | 2002/03          | 26   | 10   | 5            | 4            | 0          | 0          | 7         | 1         | 38    | 15    |
| Бавария          | Бундеслига       | 2003/04          | 28   | 7    | 3            | 2            | 1          | 2          | 8         | 0         | 40    | 11    |
| Бавария          | Бундеслига       | 2004/05          | 27   | 13   | 4            | 3            | 2          | 2          | 9         | 2         | 42    | 20    |
| Бавария          | Бундеслига       | 2005/06          | 26   | 14   | 5            | 1            | 0          | 0          | 6         | 1         | 37    | 16    |
| Бавария          | Итого            | Итого            | 107  | 30   | 17           | 10           | 3          | 4          | 30        | 4         | 157   | 48    |
| Челси            | Премьер-лига     | 2006/07          | 26   | 5    | 3            | 1            | 6          | 0          | 10        | 2         | 45    | 8     |
| Челси            | Премьер-лига     | 2007/08          | 18   | 7    | 2            | 0            | 3          | 0          | 7         | 2         | 30    | 9     |
| Челси            | Премьер-лига     | 2008/09          | 29   | 1    | 6            | 3            | 1          | 0          | 10        | 0         | 46    | 4     |
| Челси            | Премьер-лига     | 2009/10          | 32   | 4    | 4            | 1            | 2          | 0          | 6         | 0         | 44    | 5     |
| Челси            | Итого            | Итого            | 105  | 17   | 15           | 5            | 12         | 0          | 33        | 4         | 165   | 26    |
| Байер 04         | Бундеслига       | 2010/11          | 17   | 0    | 0            | 0            | —          | —          | 3         | 2         | 20    | 2     |
| Байер 04         | Бундеслига       | 2011/12          | 18   | 2    | 1            | 0            | —          | —          | 6         | 1         | 25    | 3     |
| Байер 04         | Итого            | Итого            | 35   | 2    | 1            | 0            | —          | —          | 9         | 3         | 45    | 5     |
| Всего за карьеру | Всего за карьеру | Всего за карьеру | 421  | 104  | 45           | 16           | 18         | 4          | 99        | 21        | 583   | 145   |

2 матча в Суперкубке Англии в этой таблице не учтены.

### Международная статистика
| Сборная          | Сезон            | Товарищеские | Товарищеские | Турниры | Турниры | Всего | Всего |
| Сборная          | Сезон            | Игры         | Голы         | Игры    | Голы    | Игры  | Голы  |
| ---------------- | ---------------- | ------------ | ------------ | ------- | ------- | ----- | ----- |
| Германия         | 1999             | 1            | 0            | 2       | 0       | 3     | 0     |
| Германия         | 2000             | 5            | 0            | 4       | 0       | 9     | 0     |
| Германия         | 2001             | 2            | 0            | 7       | 6       | 9     | 6     |
| Германия         | 2002             | 3            | 1            | 8       | 5       | 11    | 6     |
| Германия         | 2003             | 1            | 0            | 4       | 2       | 5     | 2     |
| Германия         | 2004             | 10           | 7            | 3       | 1       | 13    | 8     |
| Германия         | 2005             | 7            | 3            | 4       | 4       | 11    | 7     |
| Германия         | 2006             | 7            | 3            | 7       | 3       | 14    | 6     |
| Германия         | 2007             | 1            | 0            | 1       | 0       | 2     | 0     |
| Германия         | 2008             | 4            | 1            | 8       | 3       | 12    | 4     |
| Германия         | 2009             | 2            | 0            | 6       | 3       | 8     | 3     |
| Германия         | 2010             | 1            | 0            | 0       | 0       | 1     | 0     |
| Всего за карьеру | Всего за карьеру | 44           | 15           | 54      | 27      | 98    | 42    |

## Достижения
Командные
«Кайзерслаутерн»
- Чемпион Германии: 1997/98
- Итого: 1 трофей

«Байер»
- Финалист Лиги чемпионов УЕФА: 2001/02

«Бавария»
- Чемпион Германии (3): 2002/03, 2004/05, 2005/06
- Обладатель Кубка Германии (3): 2002/03, 2004/05, 2005/06
- Обладатель Кубка немецкой лиги: 2003/04
- Итого: 7 трофеев

«Челси»
- Чемпион Англии: 2009/10
- Обладатель Кубка Англии (3): 2006/07, 2008/09, 2009/10
- Обладатель Кубка Футбольной лиги: 2006/07
- Обладатель Суперкубка Англии: 2009
- Финалист Лиги чемпионов УЕФА: 2007/08
- Итого: 6 трофеев

Сборная Германии
- Серебряный призёр чемпионата мира: 2002
- Бронзовый призёр Кубка конфедераций: 2005
- Бронзовый призёр чемпионата мира: 2006
- Серебряный призёр чемпионата Европы: 2008
- Всего за карьеру: 14 трофеев

Личные
- Футболист года в Германии (3): 2002, 2003, 2005
- Полузащитник года УЕФА: 2002
- Команда года по версии УЕФА: 2002
- Входит в состав символической сборной Европы по версии ESM: 2001/02
- Рекордсмен сборной Германии по количеству голов на Кубках конфедераций: 4 гола
- Член символической сборной чемпионата мира по версии ФИФА (2): 2002, 2006
- Член символической сборной чемпионата Европы по версии ФИФА (2): 2004, 2008
- Входит в список ФИФА 100